# Wangpo Tethong
Wangpo Tethong aussi appelé Tenzin Wangpo Tethong né le 16 avril 1963 à Trogen en Suisse est un militant et homme politique tibétain, député du Parlement tibétain en exil depuis 2014.

## Biographie
Fils de Rakra Tethong Rinpoché et son épouse Samten Dolma Lharjé de Phey, des réfugiés tibétains, Wangpo Tethong est né à Trogen en Suisse en 1963. Il étudia l’histoire et le droit à l'université de Zurich. De 1986 à 1990, il fut membre  du Congrès de la jeunesse tibétaine en Europe. Il cofonda le Student Study Circle for Tibet. Il publia  Böd Shon un journal tibéto-germanique de 1990 à 1997. Il fut élu président de la Swiss-Tibetan Friendship Society en 2001. Il fut secrétaire et chargé de communication avec la presse du Parti vert de Zurich, et de Greenpeace-Suisse.
Il assista Petra Kelly et Gert Bastian (en) lors du premier tribunal international sur le Tibet, en avril 1989
Wangpo Tethong remplace Chungdak Koren le 6 mai 2014 au Parlement tibétain en exil, après qu'elle a présenté sa démission en mars pour des raisons de santé. Il avait été placé au troisième rang des votes lors des élections législatives tibétaines de 2011 de la circonscription d'Europe, représenté au Parlement tibétain par deux membres.
S'adressant aux journalistes après la cérémonie où il a prêté serment devant le porte parole du Parlement Penpa Tsering, Wangpo Tethong a déclaré que l'Union européenne est l'organe le plus important en Europe qui sera la région où ses efforts porteront pour rencontrer des dirigeants afin de mettre en évidence la crise actuelle au Tibet.
Marié, il est père de deux enfants et réside à Jona en Suisse, où il a été impliqué dans diverses fonctions au sein à la communauté tibétaine en Suisse, dont la campagne pour la libération du réalisateur tibétain emprisonné Dhondup Wangchen,.
En 2021, il devient le Directeur exécutif de l'organisation International Campaign for Tibet Europe, un organisme qui lutte  pour les mouvements politiques au Tibet.

## Publications
- (de) Avec Alexander Hauri, Überschwemmungen in der Schweiz, Greenpeace Schweiz, 2006
- (de) Der Wandel in der politischen Elite der Tibeter im Exil: Integrations- & Desintegrationsprozesse in der politischen Elite, 1950 bis 1979, Institut tibétain de Rikon, 2000,  (ISBN 372060036X et 9783720600361)
- (en) Between Cultures: Young Tibetans in Europe (traduit par Susanne Martin), in Exile as Challenge: The Tibetan Diaspora, Dagmar Bernstorff, Hubertus von Welck, 2003